# Provincia de Canterbury

Las diócesis de la Iglesia de Inglaterra, que se enmarcan en color amarrillo son miembros de la Provincia de Canterbury.

La Provincia de Canterbury , o popularmente conocida como Provincia del Sur; es una de las dos provincias eclesiásticas que constituyen la Iglesia de Inglaterra . La otra es la Provincia de York (que consta de 12 diócesis).
La Provincia consta de 30 diócesis , que cubren aproximadamente dos tercios de Inglaterra,  partes de Gales , todas las Islas del Canal  y Europa continental , Marruecos, Turquía, Mongolia y el territorio de la antigua Unión Soviética (bajo la jurisdicción de la Diócesis de Gibraltar en Europa ).
Anteriormente, la Provincia también cubría todo Gales , pero perdió la mayor parte de su jurisdicción en 1920, cuando las entonces cuatro diócesis de la Iglesia en Gales fueron disueltas y separadas de Canterbury para formar una provincia eclesiástica distinta de la Comunión Anglicana. La provincia de Canterbury retuvo la jurisdicción sobre dieciocho áreas de Gales que se definieron como parte de "parroquias fronterizas", parroquias cuyos límites eclesiásticos se extendían a ambos lados del límite temporal entre Inglaterra y Gales, pero que eligieron seguir siendo parte de la Iglesia de Inglaterra en las encuestas fronterizas de la Iglesia de Inglaterra .
El obispo metropolitano de la provincia de Canterbury es el arzobispo de Canterbury  que también supervisa las Islas Malvinas, una parroquia extraprovincial.

## Capítulo provincial
Los obispos de la Provincia Sur se reúnen en un Capítulo , en el que las funciones episcopales (las de los obispos) son análogas a las del Capítulo de la Catedral .
En el siglo XIX, Edward White Benson , Arzobispo de Canterbury , discutió con el Obispo de Winchester y otros obispos de su provincia, el rol de cada prelado dentro del Capítulo. El bibliotecario del Palacio de Lambeth, Samuel Kershaw , descubrió documentos en los que el obispo de Winchester era subdecano y el obispo de Lincoln canciller; otros documentos afirman  que el obispo de Winchester era canciller y vicecanciller el obispo de  Lincoln. Al final, Benson dictaminó que el obispo de Winchester sería canciller de la provincia y, además, subdecano; el anterior cargo lo ejercería en el momento en el cual la sede episcopal de Londres estuviera vacante, ya que el ordinario de esta sede sirve como decano de la provincia. 
Además del Arzobispo de Canterbury (Metropolitano y Primado), los oficiales del capítulo son:
- Obispo de Londres – Decano
- Obispo de Winchester - Canciller (Decano durante la sede vacante de Londres )
- Obispo de Lincoln - Vicecanciller
- Obispo de Salisbury - Preceptor
- Obispo de Worcester - Capellán
- Obispo de Rochester -  Portador de la Cruz.[3]